# Алексотово
Алексотово (рос. Алексотово) — присілок у Здвінському районі Новосибірської області Російської Федерації.
Входить до складу муніципального утворення Верх-Урюмська сільрада. Населення становить 53 особи (2010).

## Історія
Згідно із законом від 2 червня 2004 року органом місцевого самоврядування є Верх-Урюмська сільрада.

## Населення
| 2002 | 2007 | 2010 |
| ---- | ---- | ---- |
| 97   | ↘66  | ↘53  |